# 良木村
良木村，中华人民共和国河南省三门峡市卢氏县徐家湾乡所辖的一个行政村。位于该乡西部，洛河北岸，距乡驻地20公里。全村140户540人，分为12个居民组。  行政区划代码411224208206。